# Hubert Bath
Pour les articles homonymes, voir Bath.
Hubert Charles Bath, né le 6 novembre 1883 à Barnstaple et mort le 24 avril 1945 à Londres, est un compositeur de musique de film britannique.

## Biographie
Il fait des études à la Royal Academy of Music de Londres. Il dirige ensuite la troupe lyrique de Thomas Quinlan lors de leur tournée mondiale de 1913 et 1914. En Angleterre, il dirige les classes d'opéras de la Guildhall School of Music and Drama. Il compose notamment des opérettes comme Bubbles, créé à Belfast le 26 novembre 1923. Il compose aussi un opéra, Trilby. On lui connait plusieurs esquisses symphoniques, sur des sujets souvent exotiques comme son African Suite. Il a en outre composé six cantates, plus de cent cinquante mélodies et des pièces de musique de chambre.

## Filmographie sélective
- 1929 : The Informer d'Arthur Robison
- 1929 : The Plaything (en) de Castleton Knight
- 1931 : Tell England d'Anthony Asquith et Geoffrey Barkas (en)
- 1936 : His Lordship (en) de Herbert Mason
- 1936 : Marie Tudor de Robert Stevenson
- 1937 : Non-Stop New York (en) de Robert Stevenson
- 1937 : The Great Barrier (en) de Milton Rosmer et Geoffrey Barkas (en)
- 1938 : Vive les étudiants (A Yank at Oxford) de Jack Conway
- 1944 : Love Story de Leslie Arliss